# Isolona pilosa
Isolona pilosa är en kirimojaväxtart som beskrevs av Friedrich Ludwig Diels. Isolona pilosa ingår i släktet Isolona och familjen kirimojaväxter. Inga underarter finns listade i Catalogue of Life.